# Акунк (Гегаркунік)
Акунк (вірм. Ակունք) — село в марзі Гегаркунік, на сході Вірменії. Село примикає до південної околиці міста Варденіс.
Село розташоване на місці поселення Бронзової доби та має фортецю 6-го — 4-го століття до нашої ери.